# Sfax (província)
A província de Sfax (em árabe: ولاية صفاقس; em francês: gouvernorat de Sfax) é uma província do litoral oriental da Tunísia. É banhada pelo golfo de Gabès e dela fazem parte as Ilhas Kerkennah.
- capital: Sfax
- área: 7 545 km²
- população: 855 256 habitantes (2004);[2] 969 800 (estimativa de 2013)[3]
- densidade: 113,4 hab./km² (2004)

| Delegação          | População em 2004 |
| ------------------ | ----------------- |
| Agareb             | 35 841            |
| Amira              | 28 723            |
| Bir Ali Ben Kelifa | 50 059            |
| Djebeniana         | 44 029            |
| Ghraiba            | 14 647            |
| El Hencha          | 43 170            |
| Kerkennah          | 14 400            |
| Mahres             | 30 676            |
| Menzel Chaker      | 34 119            |
| Sakiet Eddaïer     | 98 988            |
| Sakiet Ezzit       | 72 481            |
| Sfax Oeste         | 104 998           |
| Sfax Sul           | 101 904           |
| Sfax Ville         | 105 958           |
| Skhira             | 29 616            |
| Tina               | 45 647            |